# Jantar

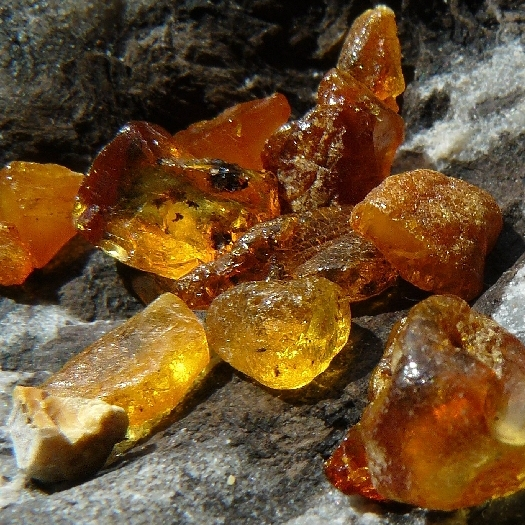
Surový jantar na žule

Jantar je lehká a křehká látka, zvláštní forma uhlíkaté nerostné látky, někdy řazená mezi minerály. Jindy je řazena mezi organogenní sedimentární horniny, protože jde o fosilizovanou pryskyřici některých stromů, mineralizovanou[ujasnit] pryskyřici třetihorních jehličnanů starou nejčastěji kolem 50 milionů let (je však známý jantar o stáří až 320 milionů let, tedy pocházející z prvohorního karbonu). Průměrné chemické složení jantaru bylo určeno jako C10H16O. Nejběžnější barva jantaru je zlatavě žlutá, ale nalézají se odrůdy zcela průhledné, červené, kávové i bílé. Zajímavé je, že se dodnes nepodařilo jantar uměle vyrobit, přestože je poměrně dobře známo jeho chemické složení i předpokládaný postup vzniku. V jantaru již byly objeveny i fosilní pozůstatky obratlovců, které mají velký paleontologický význam.

## Vznik a původ
Fosilizovaná pryskyřice je stará 25 až 40 milionů let, ukládá se v nepravidelných vrstvách třetihorních písků a jílovitých břidlic.
Stromy produkují pryskyřici jako ochranu proti nemocem a napadení hmyzem, když mají poškozenou kůru nebo byly napadeny kůrovci a podobným hmyzem. Pryskyřice ztvrdla ve vlhkých sedimentech (jako je jíl a písek), které se vytvářely na dně lagun nebo v deltách řek a uchovala se v zemské kůře po miliony let.
Jantar je organického původu a má amorfní strukturu. Jeho složení se liší v závislosti na stromu, ze kterého pochází, i když všechny druhy jantaru obsahují terpeny nebo složky, které jsou společné ztvrdlým pryskyřicím.
V Evropě vznikl jantar z pryskyřice jehličnanu Pinus succinifera, v Americe pochází z luštěniny Hymenaea courbaril.

## Vlastnosti
Třeme-li jantar vlněnou látkou, vzniká záporný náboj statické elektřiny. Tuto vlastnost jantaru popsal již v 6. století př. n. l. Thales z Milétu. Odtud pochází název elektřina, protože řecký název pro jantar je elektron.
Jantar taje při 287 °C a je hořlavý. Relativní permitivita εr je 2,9.
V antice si lidé mysleli, že má jantar mystické a magické vlastnosti, v mnohých kulturách byl používaný jako talisman nebo léčebný prostředek.

## Odrůdy jantaru
Jantar se vyskytuje v osmi barevných variantách: žlutý (nejběžnější), oranžový, červený, bílý, hnědý, modrozelený a černý nebo mechový. Existuje široká škála odstínů těchto barev. Nejkrásnější, nejcennější a nejoceňovanější je červený jantar z oblasti Chiapas (Mexiko).
- modrý jantar – pochází ze Sicílie a modravě fluoreskuje;
- valchovit – neprůhledná odrůda z českých zemí, pojmenovaná podle lokality Valchov[2]

Gagát, někdy zvaný černý jantar, z Rumunska, není jantar.

## Využití
V závislosti na kvalitě byl ode dávna komerčně využíván pro výrobu obkladových destiček, nádobí a hlavně šperků, což je jeho dnešní nejrozšířenější využití.
Těžba jantaru se provádí dvěma způsoby: v povrchových lomech a podzemních dolech.
Jantar slouží také jako médium, uchovávající ve fantastických detailech organismy (zejména bezobratlé živočichy) z minulých geologických období. Nejstarší dochovaný jantar se zachovaným hmyzem pochází z období druhohorního triasu a má stáří asi 230 milionů let. Možnost zachování pravěké DNA a výsledné klonování pravěkých organismů na způsob Jurského parku je ale pouze čistě teoretická.

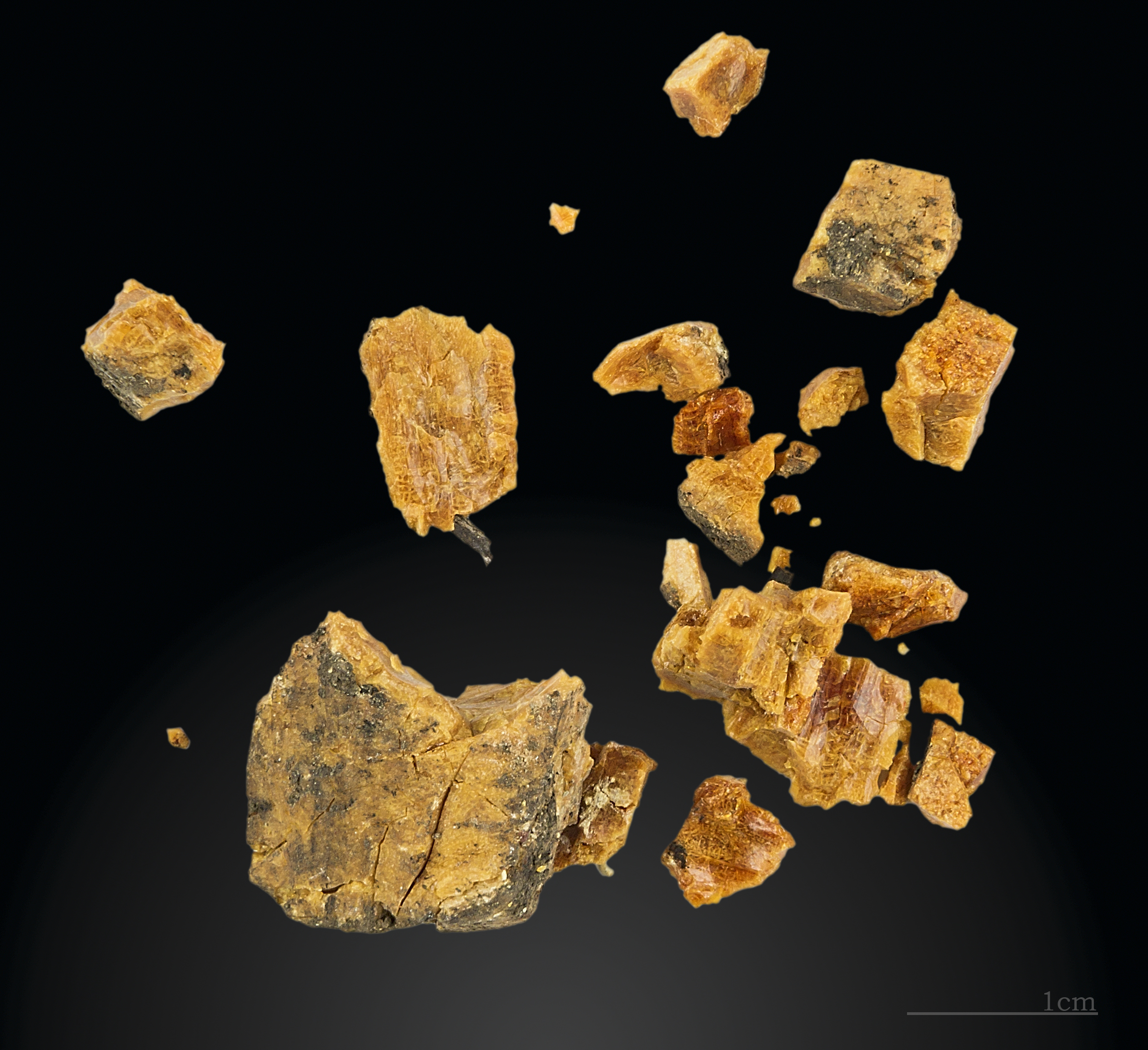
Altamira Ambre MHNT.PRE.2012.0.615

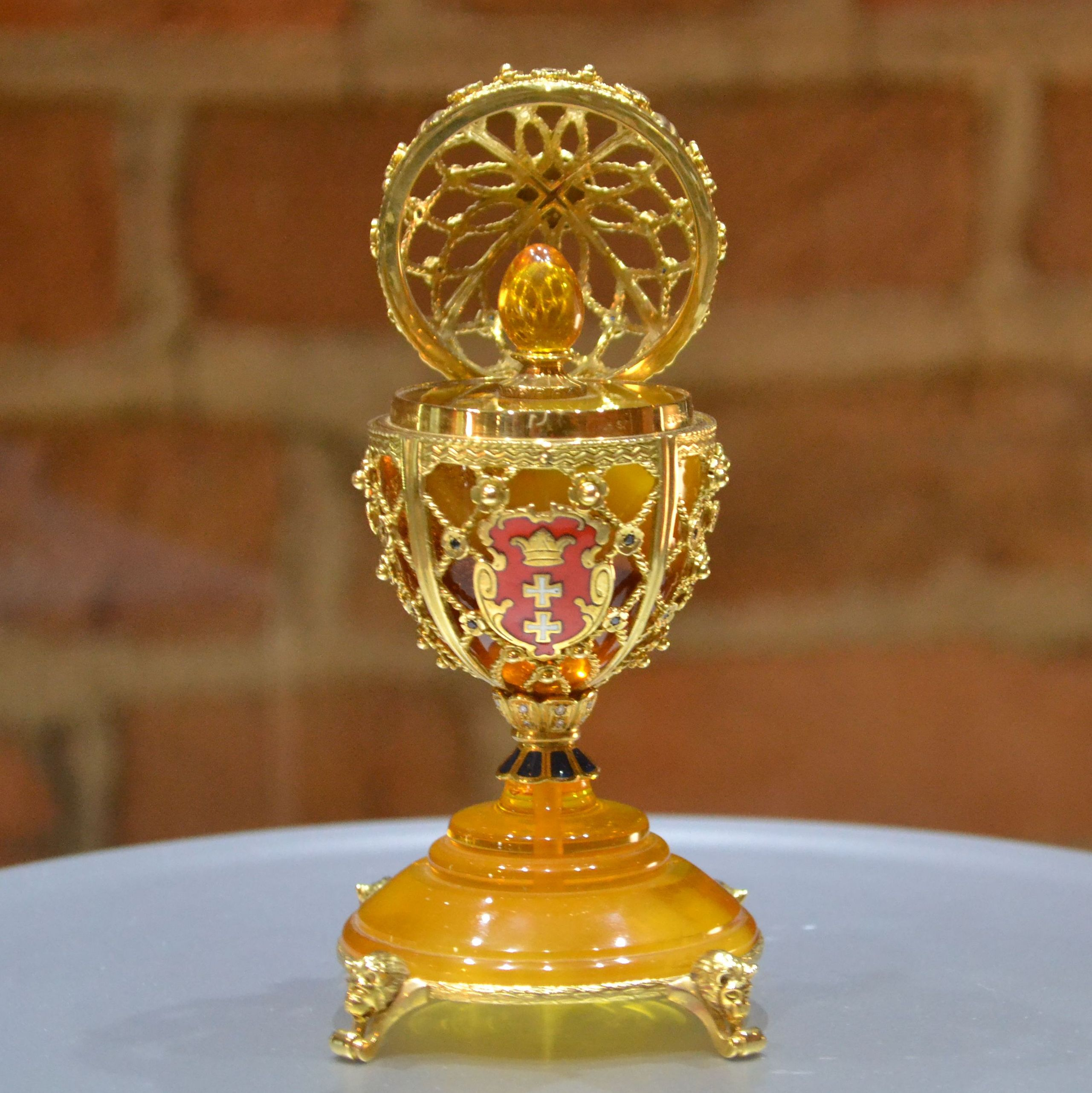
Pohárek se znakem města Gdaňsku, kolem 1900

## Historie
První zmínky o sběru jantaru pocházejí z doby kamenné z oblasti Baltského moře. Nejstarší, člověkem zpracovaný kus jantaru pochází z této oblasti z období před 30 tisíci lety a byl nalezen v Hannoveru.
Výroba šperků a ozdobných předmětů z jantaru má dlouhou tradici, neboť je lidé zpracovávali od mladší doby kamenné, sloužily jako šperky a amulety. Před 5000 lety se dostal i na Pyrenejský poloostrov.
Od raného středověku byl jantar z hlavní oblasti evropských nalezišť při Baltském moři distribuován po trase Jantarové stezky, která procházela Polskem přes české země a Rakousko, větvila se na německou a italskou linii. Nejčastěji se tehdy zhotovovaly vrtané korále pro náhrdelníky nebo růžence, drobné devocionálie jako křížky či přívěsky.
V době renesance stoupla konjunktura jantaru při výrobě šperkovnic, kazet a kabinetů, které měly dřevěné jádro obložené jantarovými tabulkami různých barevných odstínů, někdy v kombimaci s kostí či slonovinou. Také oltářní kříže a oltáříky se zhotovovaly touto technikou.
V baroku dosáhl objem produkce uměleckých předmětů z jantaru svého vrcholu. Stejně jako v renesanci bylo uměleckým střediskem východní Prusko, a v něm dvě města: Königsberg (později sovětský a nyní ruský Kaliningrad) a Danzig (později polský Gdaňsk).
V 19. století se začaly dělat napodobeniny a kopie jantaru: ušechtilým materiálem je sklo jantarové barvy, nekvalitním je tzv. ambrosit, odpad z úlomků jantaru znovu zahřátý a přetavený. Export jantarové suroviny v této době dosáhl velkého geografického rozsahu. Vznikly mimo jiné jantarové mozaiky až v Indii (Radžastánu).

### Památky
- Nejvýznamnějším uměleckým dílem byla barokní Jantarová komnata, místnost obložená broušenými a řezanými jantarovými bloky s jantarovými doplňky interiéru, darovaná z Berlína do Carského sela nedaleko Petrohradu. Během 2. světové války německá okupační vojska Jantarovou komnatu rozebrala a dala vlakem odvézt na hrad v Königsbergu. Od jara 1945 je nezvěstná. Dodnes se po této kulturní památce bezvýsledně pátrá.
- K nejvýznamnějším z dochovaných patří renesanční a barokní kabinety, kazety na stolní hry a oltáříky, které uchovávají Státní umělecké sbírky v Drážďanech, Kunstgewerbemuseum v Berlíně, a obě muzea jantaru v Kaliningradu a v Gdaňsku.

## Naleziště
Jantar je nalézán zejména v podobě valounků, hlíz a zrn v náplavech a v usazených horninách. Největší nalezené exempláře dosahovaly rozměrů lidské hlavy a váhy přibližně 10 kg. V ČR se nachází ve sladkovodních třetihorních usazeninách české křídy u Valchova, Boršova nebo Velkých Opatovic. Největší naleziště v Evropě a na světě vůbec je na jižním pobřeží Baltského moře. Odhaduje se, že devadesát procent světových zásob se nachází v okolí ruského Kaliningradu. Další naleziště jsou v Rumunsku, na Sicílii, ve Velké Británii nebo ve Španělsku.
Ve světě nalezneme významná naleziště například v Barmě či ve Střední Americe (zejména Dominikánská republika) a Mexiku, kde jde o klovatinu tropické dřeviny kopálu. Zejména barmský jantar, starý zhruba 99 milionů let (geologické období cenoman) je zdrojem velkého množství skvěle zachovalých nálezů z éry dinosaurů, jako jsou části těl praptáků (včetně pestře zbarvených per), dinosaurů (včetně části ocasu malého teropodního dinosaura s dochovaným peřím), hadů, žab, ještěrek nebo různých druhů bezobratlých. Asociace různých organismů v jantaru umožňuje rekonstruovat také ekologické interakce mezi bezobratlými a obratlovci, například forezi (přenášení jednoho druhu jiným) mezi štírkem a praptákem. Objevena byla i prakticky kompletní těla praptáků. Získávání exemplářů barmského jantaru je však v současné době vlivem politické situace v zemi relativně komplikované a nebezpečné. Některá paleontologická periodika již nadále odmítají publikovat studie, založené na výzkumu jantaru z této válkou postižené oblasti (způsob získávání tohoto materiálu je dle dostupných informací neetický). Získávání tohoto materiálu je však problematické, protože se odehrává ve válečné oblasti, kde jsou pravděpodobně dlouhodobě porušována lidská práva.

## Příměsi

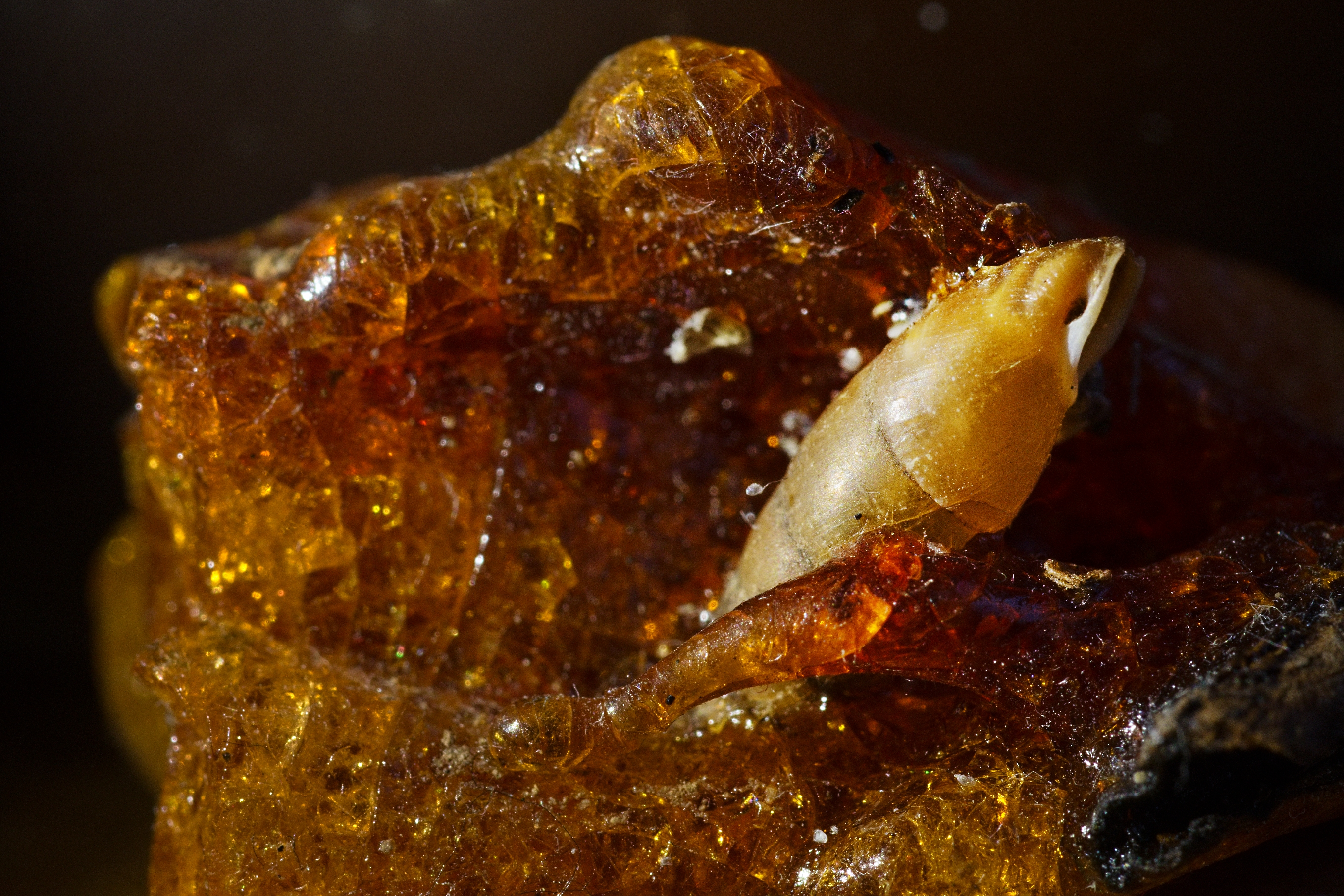
Současná pryskyřice, která zalila měkkýše. Takhle vzniká jantar

Stávalo se, že pryskyřice vytékající z kmene stromu zachytila vzduchové bubliny, kapky vody, prachové částečky nebo malé rostliny (orchideje, houby, mechy, lišejníky, semínka a miniaturní květy), hmyz, červy a další drobné živočichy jako mravence, pavouky, komáry, včely, termity, motýly a vážky, dokonce i ještěrky, žáby a štíry. V některých případech zůstala zachovaná dokonce jejich buněčná struktura, například u fosilizované cypřiše mohla být studována buněčná stěna, buněčné jádro a vnitřní struktura chloroplastů. DNA ovšem pravděpodobně zachována nezůstává a předchozí nálezy DNA byly odmítnuty jako kontaminace moderní DNA; DNA se neuchovává ani v kopálu (subfosilní pryskyřice).
Klonování pravěkých živočichů z DNA uchované v jantaru (viz Jurský park) je tak zřejmě touto cestou nemožné.
Tyto příměsi jsou zdrojem nejen krásy, ale i velkého množství velmi důležitých vědeckých informací. Existují vzorky jantaru velmi cenné z paleoambientálního hlediska, které umožňují vědcům rekonstruovat modely dávno ztracených ekosystémů.
Velikost, druh, její viditelnost, množství a dokonce její poloha jsou důležité faktory, které se podílí na hodnocení příměsí.

## Baltský jantar

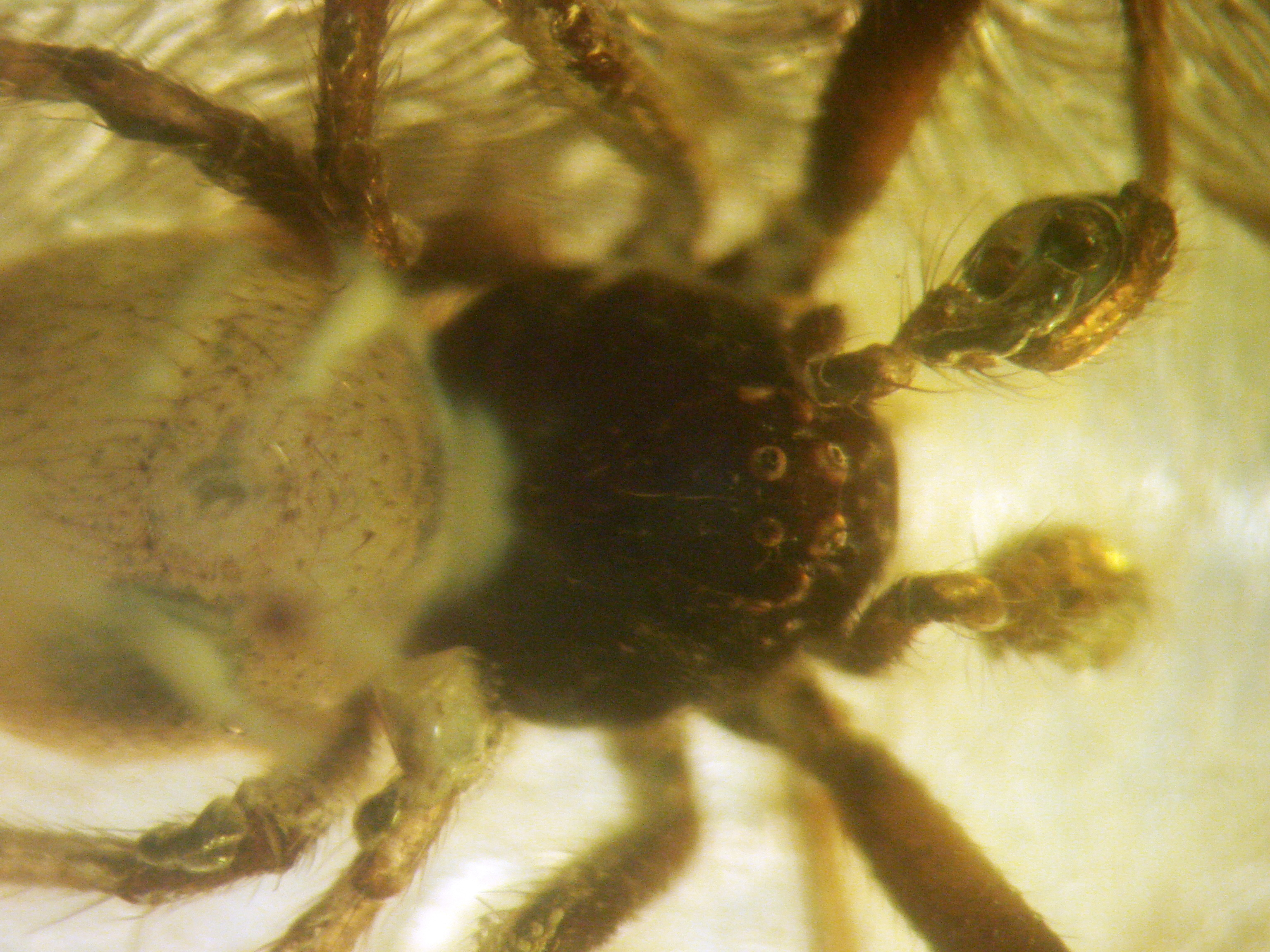
Pavouk fosilizovaný v baltickém jantaru

Tento rostlinný polodrahokam je vlastně fosilní pryskyřice jehličnanů, která je starší než 40 milionů let. To, co odlišuje baltický jantar od jantaru z jiných oblastí, je vysoký podíl kyseliny jantarové. V baltickém jantaru se jí nachází 5 až 8 %, zatímco v ostatních typech jantaru je tento podíl mnohem menší. Jantar z Baltského moře patří mezi nejstarší a nejcennější na světě.

## Falešný jantar
Ve šperkařství se můžeme setkat i s falešným jantarem, který je ve skutečnosti vyroben z komerčních pryskyřic a barviv s podobným optickým efektem, charakteristickým pro jantar. Někteří výrobci jsou schopni vyrobit dokonce falešný jantar obsahující hmyz.
Pravost jantaru lze ověřit tak, že se vystaví plameni. Syntetická pryskyřice se rychle začne rozpouštět a krčit.
Dalším způsobem, jak ověřit pravost světlého jantaru (žlutého či oranžového), aniž by musel být vystaven ničivým plamenům, je pomocí ultrafialového záření. Pravý jantar odráží tyrkysově modrý nebo zelený odlesk, nazývaný „jantarová aura“. Auru lze spatřit i po dopadu slunečních paprsků, dopadajících pod určitým úhlem.

## Zajímavé objevy
Výjimečně dojde k velmi nepravděpodobnému objevu, například koncem roku 2019 byl oznámen objev kusu jantaru s lapeným hmyzem, přilepený k čelisti kachnozobého dinosaura rodu Prosaurolophus. Stáří tohoto nálezu ze Severní Ameriky činí asi 75 milionů let (svrchní křída, geologický stupeň kampán).
Ve Španělsku byl v roce 2021 publikován objev jantaru z druhohorní éry, který dosud obsahuje vzorky bažinné půdy tehdejšího pralesního ekosystému.